# パウル・シドー
パウル・シドー（Paul Sydow、1851年11月1日 - 1925年2月26日）は、ドイツの植物学者、菌類学者である。息子のハンス・シドーとともに、キノコに関する大著、"Monographia Uredinearum : seu specierum omnium ad hunc usque diem cognitarum descriptio et adumbratio systematica"を執筆した。

## 略歴
現在はポーランドのカリシュ・ポモルスキ(ドイツ語名:Callies）に生まれた。ベルリンで教師として働いた。隠花植物に強い関心を持ち、息子のハンス・シドー（Hans Sydow、本業はドレスナー銀行の行員）とともに多くの著作を行った。1903年に菌類の学術誌、"Annales Mycoligici"を創刊し、ハンス・シドーが初代の編集長を務めた。この雑誌は後に、"Sydowia"と改名された。シドーの収集した膨大な標本は1943年に焼失した。コウジカビの一種、Aspergillus sydowiiなど多くの菌類にシドー父子の名前がつけられている。
ピエール・アンドレア・サッカルドの菌類目録、"Sylloge fungorum omnium hucusque cognitorum"の16巻に貢献した。

## 著作
- Paul Sydow: Die Flechten Deutschlands : Anleitung zur Kenntnis und Bestimmung der deutschen Flechten, 1887.
- Paul and Hans Sydow: Monographia Uredinearum : seu specierum omnium ad hunc usque diem cognitarum descriptio et adumbratio systematica, 1904–1924.[4]
- Gustav Lindau and Paul Sydow: Thesaurus literaturae mycologicae et lichenologicae. (1908–1917, 5 volumes).